# The Boogeyman (film 2023)
The Boogeyman è un film del 2023 diretto da Rob Savage.
La pellicola è l'adattamento cinematografico del racconto Il baubau contenuto nella raccolta A volte ritornano di Stephen King.

## Trama
Dopo la morte della madre, le sorelle Sadie e Sawyer cominciano ad avvertire una presenza inquietante in casa, ma il padre è troppo concentrato sul proprio lutto per prestare loro attenzione. La storia inizia con un uomo che in modo misterioso si presenta alla porta dello studio del padre raccontando della sua storia e della morte dei suoi 3 figli. Così facendo seguiranno una serie di avvenimenti che manifestano la presenza del cosiddetto "boogeyman" ovvero l'uomo nero, la tipica figura sinistra che si nasconde nei meandri degli armadi bui, o sotto ai letti dei più piccoli. Questa figura vive con l'incessante bisogno di nutrirsi dell'essenza delle povere anime terrorizzate e piene di incessanti problemi morali. Sadie e Sawyer lotteranno e cercheranno di sopravvivere ai continui attacchi del boogeyman fino ad arrivare alla conclusione del film, nella quale il padre e le due figlie riusciranno ad avere la meglio sulla forza del male, forse per sempre.

## Produzione
Le riprese principali si sono tenute a New Orleans nel febbraio 2022.

## Promozione
Il primo trailer del film è stato pubblicato il 29 gennaio 2023.

## Distribuzione
Il film è stato distribuito a partire dal 2 giugno 2023.